# Црна Ријека (Нови Град)
Црна Ријека је насељено мјесто у општини Нови Град, Република Српска, БиХ. Према попису становништва из 2013. у насељу је живјело 106 становника.

## Становништво
| Демографија | Демографија | Демографија |
| Година      | Становника  | Становника  |
| ----------- | ----------- | ----------- |
| 1948.       | 511         |             |
| 1953.       | 535         |             |
| 1961.       | 528         |             |
| 1971.       | 449         |             |
| 1981.       | 486         |             |
| 1991.       | 465         |             |
| 2013.       | 106         |             |